# ガムシ

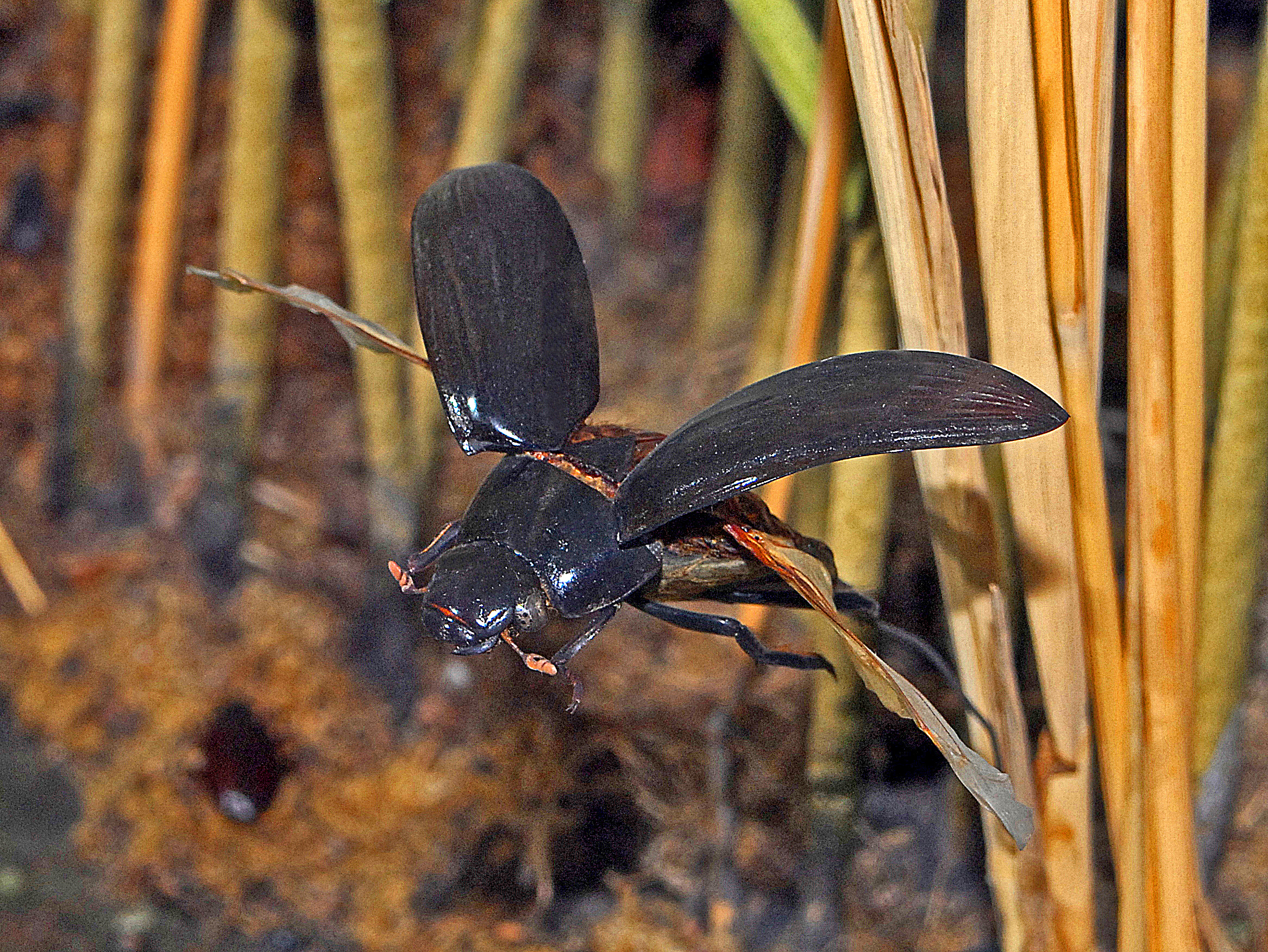
Hydrous piceusの飛翔を再現した標本

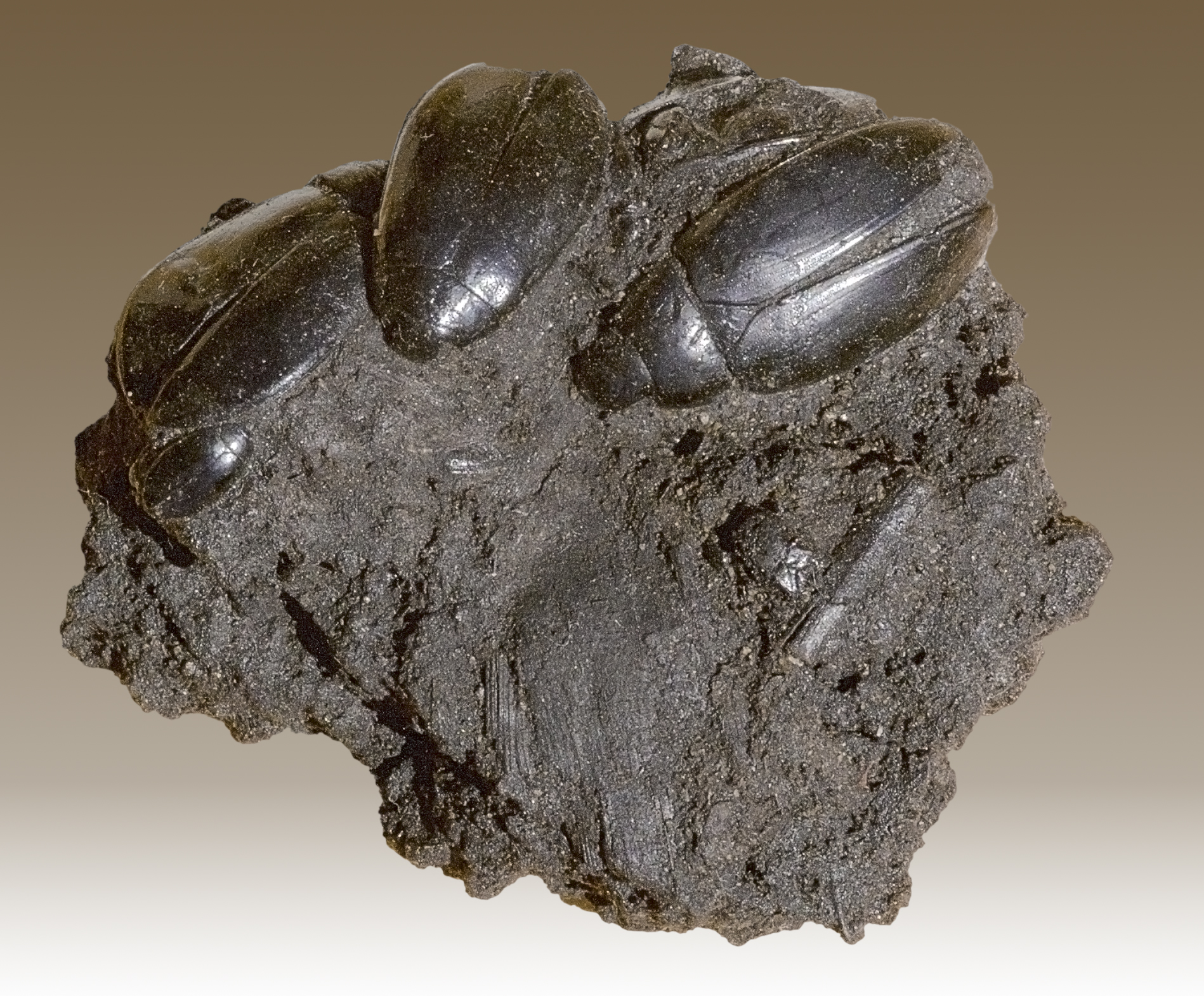
3万5000年前の化石

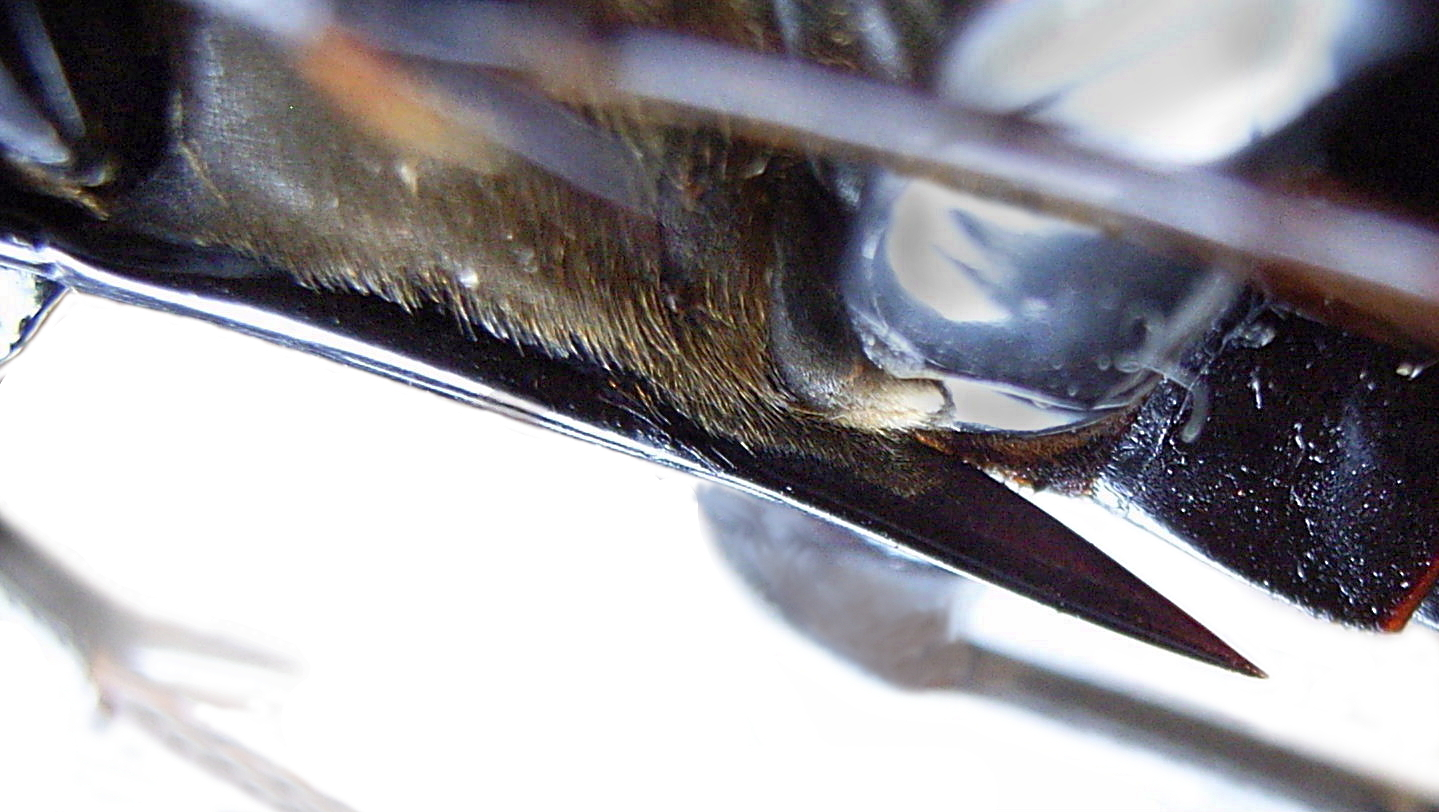
名前の由来とされる腹部の突起

ガムシ（牙虫）は、甲虫目ガムシ科（Hydrophilidae）の昆虫の総称。またはその中の大型種 Hydrophilus acuminatus Montschulsky, 1853 の和名。
ガムシ類は一般的に沼や池など小さな止水系に住む水生昆虫で、外観からゲンゴロウ類と混同されることがしばしばあるが、系統的には遠く、エンマムシ類と近縁のグループである。
ゲンゴロウ類同様、付属肢には水かきの役割をする細毛が発達するが、付属肢、特に後肢の形態はゲンゴロウ類ほど特殊化が進んでいないため、ゲンゴロウほど流麗な遊泳は行わず、どの種類もまるで水中で体を小刻みに震わせながら早く歩くといった感じの遊泳方法である。小型種では、遊泳毛を欠くものも少なくない。
ガムシ亜族（大型種）では胸部下に後方に向かって、1つの尖った突起があり、これを獣の牙に例えて、牙虫と呼ぶようになったと言われる。

## 生態
多くの種は淡水の水中で生活するが、水生昆虫として同様に繁栄しているゲンゴロウ類と異なり、必ずしもすべての種が典型的な水生昆虫というわけではない（およそ3分の1が陸生）。ただし、典型的な水生昆虫ではない種であっても全く水に縁がない訳ではなく、湿原の水際の地表であるとか、ウシやウマのような湿り気の多い塊状の糞をする草食獣の糞塊中が、いわゆる陸生のガムシ類の生活の場である。

### 成虫
成虫の食物はおおむね水中のデトリタスである。しかし、ガムシやコガタガムシ H. bilineatus cashimirensis Redtenbacher, 1892 のような大型種では、アオミドロのような糸状藻類、クロモのような水生植物もよく摂食する。ゲンゴロウ類のように生きた動物を襲うことはあまりないが、死んだ動物質を与えると積極的に摂取するものが多い。陸生ガムシ類のうち、草食獣の糞塊で暮す種は、糞自体を摂食する糞食性と考えられる。
呼吸に必要な空気の大半は上翅と腹部の間の空隙に蓄えられるが、表面張力によって体の腹面に密生した細毛の間にも保持される。上翅の下の空気の塊と、腹面に保持された空気の塊は腹部の両脇越しに連結しており、呼吸によってこの空気塊の酸素が消費され、二酸化炭素が増加すると、水に広い面積で接した腹面の空気塊から水中への二酸化炭素の溶出と水中の溶存酸素の空気塊への拡散が起こると考えられる。こうして保持した空気の中の酸素が不足してくると、ガムシ類の成虫は水面に浮上するが、ゲンゴロウ類と異なり尾端ではなく、頭部の側面を水面に接する。頭部にある、「くの字」状で先端に球桿がある1対の触角は、水中では水中に突き出されることはなく、腹面の空気塊の中に折りたたまれているが、この時になると頭部の水面に接した側の側面の触角を空気塊をまとわりつかせたまま伸ばし、腹面の空気塊を水面上の空気と連結させてしまう。するとすかさず腹部をポンプのように動かして上翅の下に蓄えられた空気を出し入れして、体に保持した空気を入れ替えてしまう。
ゲンゴロウと同じように飛翔力を持ち、夜間、灯火に飛来することがある。
カエル類は水辺および水中の昆虫の重要な天敵と考えられるが、本科のマメガムシがカエルに喰われた場合に自力で消化管内を通り抜け、生きたまま肛門から脱出することが出来ることが示されている。

### 卵
ガムシの雌は成熟し、交尾すると尾端から絹糸状の糸を分泌してこれで卵嚢を作り、その中に産卵する。大型種のガムシ、コガタガムシ、中型種のコガムシでは水面の水草の葉などでくるむように繭状の卵嚢を作り、卵嚢の頂部からはマスト状の突起を伸ばす。小型種の多くは植物や石などの表面に扁平な卵嚢を作るが、スジヒラタガムシ類は扁平な卵嚢を自らの腹部腹面に付着させた状態で作り、常にこれを持ち歩く。

### 幼虫

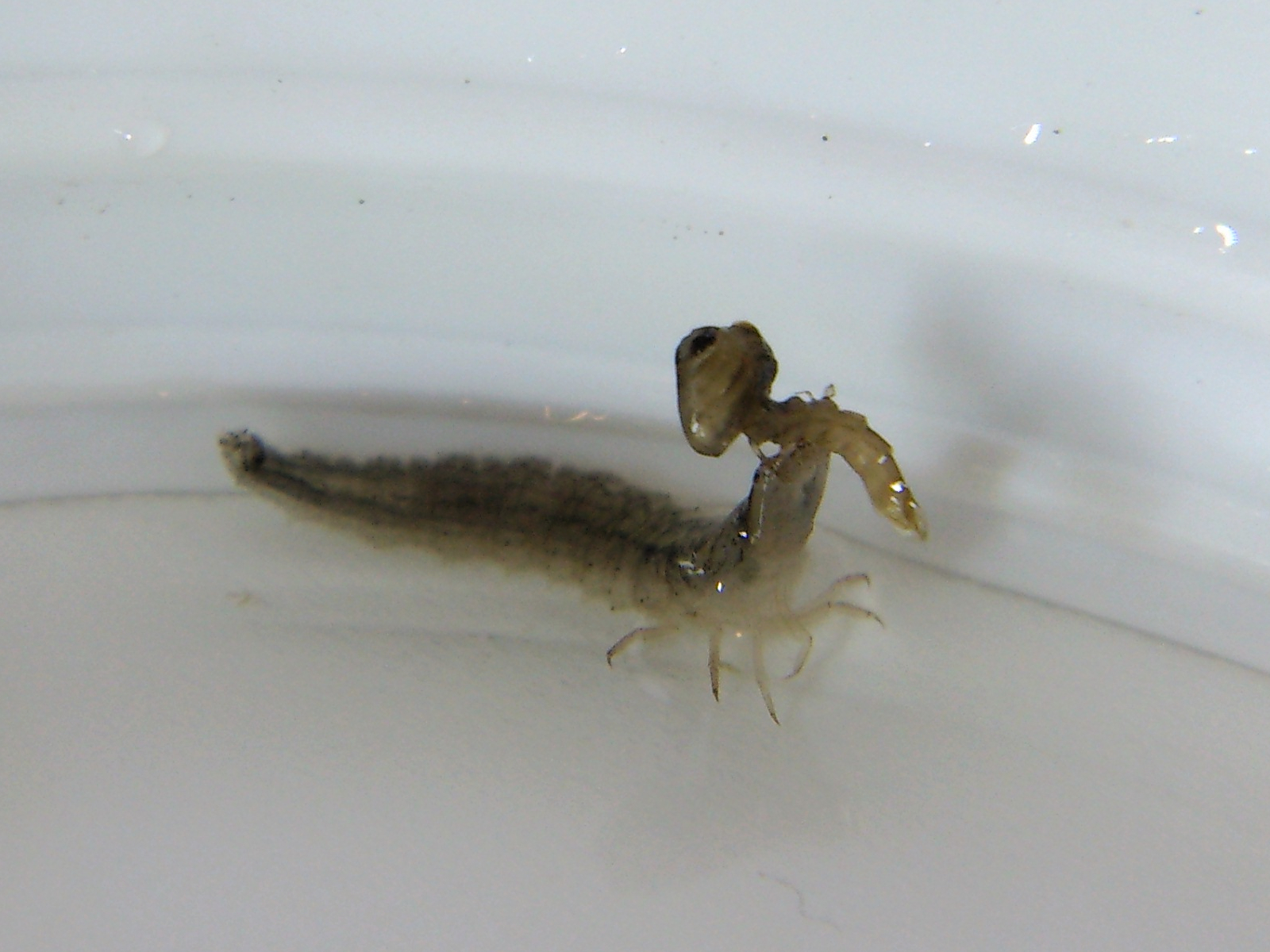
カの蛹を捕食するヒメガムシの幼虫

成虫と異なり、ガムシ類の幼虫はすべて肉食性であり、小動物の捕食者である。ガムシやコガタガムシといった大型種は水生の巻貝を主な獲物としている。こうした巻貝食の大型ガムシ類の幼虫の大顎は左右不相称で、まるで缶詰を開ける缶切りのように機能して巻貝の殻を切り裂き、中身を食べる。そのため、モノアラガイのような右巻きの貝やヒラマキミズマイマイのようなレコード盤状の平巻きの貝では容易に摂食することができるが、サカマキガイのような左巻きの貝ではうまく摂食できないことが知られている。
獲物の肉の摂取方法はゲンゴロウ類の幼虫と同様の体外消化であるが、ゲンゴロウ類のように注射針状の大顎で消化液を注射し、溶けた肉を同じ大顎で吸い上げるということはせずに、獲物の肉を噛み砕きながら口から出す消化液と混ぜ、溶けた肉を飲み込むという食べ方をする。幼虫の頭部は胸部最前節である前胸の前端前面にではなく、少々背中よりから出るため上向き加減になっており。ガムシの幼虫は獲物を捕らえると、頭部をさらにのけぞらせ、口器と胸部背面ではさむように保持して摂食する。コガムシ、ヒメガムシの幼虫は獲物を水面から上に持ち上げて摂食する。
2回の脱皮を経た幼虫は3令幼虫（終令幼虫）となり、十分に成長すると上陸して蛹になる。

### 蛹

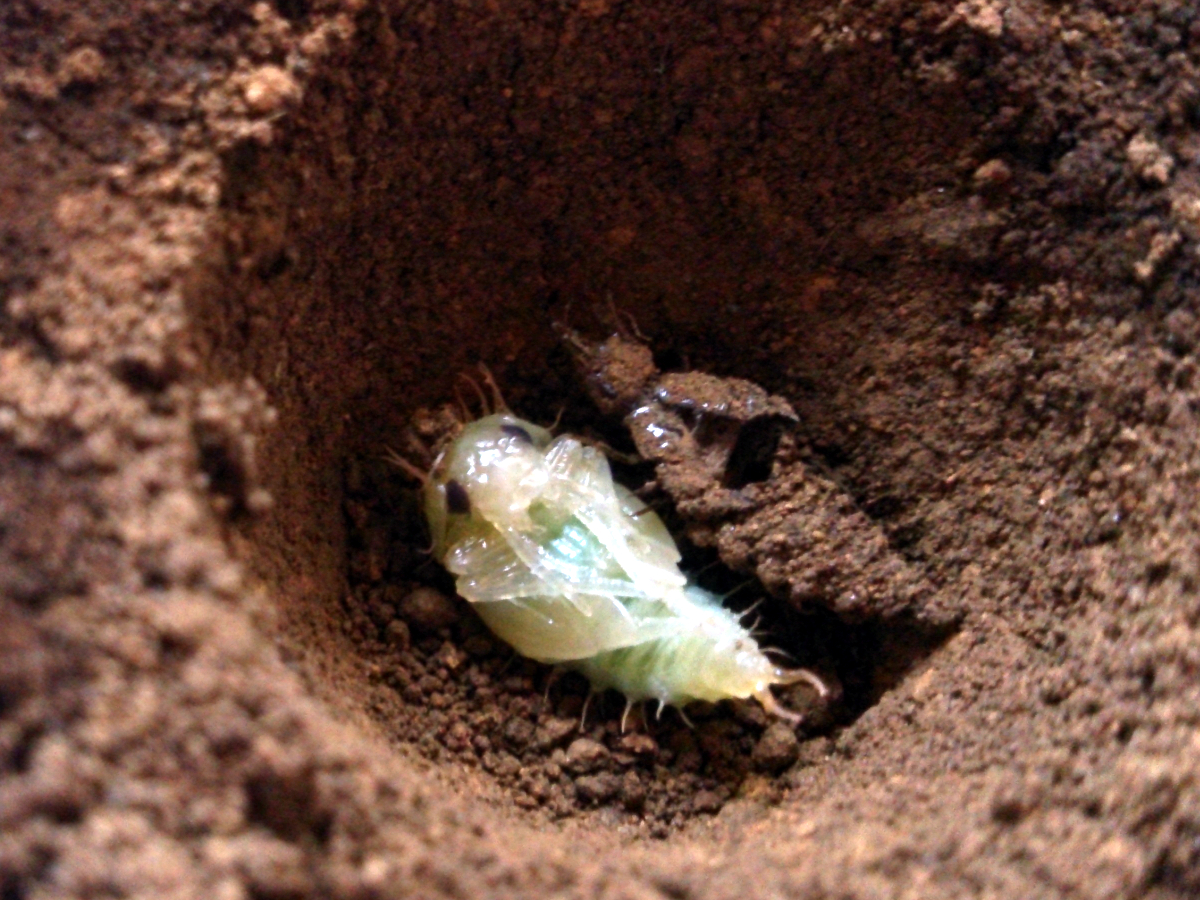
コガムシの蛹と脱皮した幼虫の皮

水中から上陸した3令幼虫は土の中に穴を掘って蛹室を作り蛹となる。羽化後新成虫となり、身体が硬くなると蛹室から出て水中へ戻る。
羽化した成虫の寿命はおよそ半年から1年だと言われる。